# Connor Carrick
Connor Carrick, född 13 april 1994, är en amerikansk professionell ishockeyback som är kontrakterad till Boston Bruins i NHL och spelar för Providence Bruins i AHL (AHL) .
Han har tidigare spelat för Washington Capitals, Toronto Maple Leafs, Dallas Stars och New Jersey Devils i NHL; Hershey Bears, Toronto Marlies, Texas Stars, Binghamton Devils och Charlotte Checkers i AHL; Plymouth Whalers i OHL samt Team USA i USHL.

## Spelarkarriär

### NHL

#### Washington Capitals
Carrick draftades i femte rundan i 2012 års draft av Washington Capitals som 137:e spelaren totalt.
Den 23 september 2013 skrev han på ett treårigt entry level-kontrakt med Capitals.
Han spelade 37 matcher med Capitals mellan 2013 och 2016.

#### Toronto Maple Leafs
Carrick tradades till Toronto Maple Leafs den 29 februari 2016 tillsammans med Brooks Laich och ett draftval i andra rundan 2016 (Carl Grundström), i utbyte mot Daniel Winnik och ett draftval i femte rundan 2016 (Beck Malenstyn).
Han skrev på ett tvåårskontrakt med Maple Leafs den 22 juli 2016.
Den 20 juni 2018 skrev han på ett nytt ettårskontrakt med Maple Leafs.

#### Dallas Stars
Den 1 oktober 2018 tradades han till Dallas Stars i utbyte mot ett villkorligt draftval i sjunde rundan 2019. Om Carrick spelade fler än 50 matcher för Stars skulle det bli ett draftval i sjätte rundan istället.

#### New Jersey Devils
Han tradades, tillsammans med ett draftval i tredje rundan 2019, till New Jersey Devils den 23 februari 2019 i utbyte mot Ben Lovejoy.

## Statistik
| 2007–2008   | Chicago Fury           | T1EHL       | 31  | 11 | 20  | 31  | 24  | —  | — | —  | —  | —  |
| 2008–2009   | Chicago Fury           | T1EHL       | 31  | 21 | 28  | 49  | 22  | —  | — | —  | —  | —  |
| 2009–2010   | Chicago Fury U16       | T1EHL       | 37  | 7  | 15  | 22  | 48  | —  | — | —  | —  | —  |
|             | Chicago Fury U18       | T1EHL       | 22  | 2  | 4   | 6   | 2   | —  | — | —  | —  | —  |
| 2010–2011   | Team USA               | USHL        | 36  | 1  | 6   | 7   | 42  | 2  | 0 | 0  | 0  | 2  |
|             | U.S. National U17 Team |             | 53  | 4  | 16  | 20  | 52  | —  | — | —  | —  | —  |
| 2011–2012   | Team USA               | USHL        | 21  | 1  | 4   | 5   | 30  | —  | — | —  | —  | —  |
|             | U.S. National U18 Team |             | 57  | 8  | 13  | 21  | 46  | —  | — | —  | —  | —  |
| 2012–2013   | Plymouth Whalers       | OHL         | 68  | 12 | 32  | 44  | 79  | 15 | 2 | 16 | 18 | 6  |
| 2013–2014   | Washington Capitals    | NHL         | 34  | 1  | 5   | 6   | 23  | —  | — | —  | —  | —  |
|             | Hershey Bears          | AHL         | 13  | 0  | 4   | 4   | 15  | —  | — | —  | —  | —  |
| 2014–2015   | Hershey Bears          | AHL         | 73  | 8  | 34  | 42  | 132 | 10 | 2 | 2  | 4  | 12 |
| 2015–2016   | Washington Capitals    | NHL         | 3   | 0  | 0   | 0   | 0   | —  | — | —  | —  | —  |
|             | Hershey Bears          | AHL         | 47  | 10 | 16  | 26  | 50  | —  | — | —  | —  | —  |
|             | Toronto Maple Leafs    | NHL         | 16  | 2  | 2   | 4   | 15  | —  | — | —  | —  | —  |
|             | Toronto Marlies        | AHL         | 5   | 1  | 2   | 3   | 20  | 15 | 7 | 11 | 18 | 12 |
| 2016–2017   | Toronto Maple Leafs    | NHL         | 67  | 2  | 6   | 8   | 51  | 6  | 0 | 0  | 0  | 4  |
| 2017–2018   | Toronto Maple Leafs    | NHL         | 47  | 4  | 8   | 12  | 27  | —  | — | —  | —  | —  |
| 2018–2019   | Dallas Stars           | NHL         | 14  | 1  | 3   | 4   | 13  | —  | — | —  | —  | —  |
|             | Texas Stars            | AHL         | 4   | 1  | 1   | 2   | 0   | —  | — | —  | —  | —  |
|             | New Jersey Devils      | NHL         | 20  | 1  | 6   | 7   | 6   | —  | — | —  | —  | —  |
| 2019–2020   | New Jersey Devils      | NHL         | 29  | 1  | 5   | 6   | 17  | —  | — | —  | —  | —  |
|             | Binghamton Devils      | AHL         | 3   | 0  | 0   | 0   | 2   | —  | — | —  | —  | —  |
| 2020–2021   | New Jersey Devils      | NHL         | 11  | 1  | 1   | 2   | 5   | —  | — | —  | —  | —  |
|             | Binghamton Devils      | AHL         | 13  | 0  | 6   | 6   | 12  | —  | — | —  | —  | —  |
| 2021–2022   | Charlotte Checkers     | AHL         | 59  | 10 | 22  | 32  | 67  | 7  | 0 | 4  | 4  | 6  |
| 2022–2023   | Boston Bruins          | NHL         | 1   | 0  | 1   | 1   | 0   | —  | — | —  | —  | —  |
|             | Providence Bruins      | AHL         | 63  | 6  | 38  | 44  | 52  | 4  | 0 | 1  | 1  | 4  |
| NHL totalt  | NHL totalt             | NHL totalt  | 242 | 13 | 37  | 50  | 157 | 6  | 0 | 0  | 0  | 4  |
| AHL totalt  | AHL totalt             | AHL totalt  | 280 | 36 | 123 | 159 | 332 | 36 | 9 | 18 | 27 | 34 |
| OHL totalt  | OHL totalt             | OHL totalt  | 68  | 12 | 32  | 44  | 79  | 15 | 2 | 16 | 18 | 6  |
| USHL totalt | USHL totalt            | USHL totalt | 57  | 2  | 10  | 12  | 72  | 2  | 0 | 0  | 0  | 2  |

### Internationellt
| Källa: Uppdaterad: 2023-05-10 | Källa: Uppdaterad: 2023-05-10 | Källa: Uppdaterad: 2023-05-10 |         | Utv = Utvisningsminuter | Utv = Utvisningsminuter | Utv = Utvisningsminuter | Utv = Utvisningsminuter | Utv = Utvisningsminuter |
| År                            | Lag                           | Mästerskap                    | Matcher | Mål                     | Assists                 | Poäng                   | Utv                     |                         |
| ----------------------------- | ----------------------------- | ----------------------------- | ------- | ----------------------- | ----------------------- | ----------------------- | ----------------------- | ----------------------- |
| 2012                          | USA                           | U18-VM                        | 6       | 2                       | 2                       | 4                       | 2                       |                         |
| 2013                          | USA                           | JVM                           | 5       | 0                       | 3                       | 3                       | 4                       |                         |
| Junior totalt                 | Junior totalt                 | Junior totalt                 | 11      | 2                       | 5                       | 7                       | 6                       |                         |